# Kitsumkalum River
Der Kitsumkalum River ist ein ca. 110 km langer orographisch rechter Nebenfluss des Skeena River im Nordwesten der kanadischen Provinz British Columbia. 

## Flusslauf
Der Kitsumkalum River wird von einem Gletscher nordwestlich des Morton Peak in den Kitimat Ranges, einem Teilgebirge der Coast Mountains, gespeist. Er fließt anfangs in nordöstlicher, später in östlicher Richtung durch das Gebirge. Er mündet in das nördliche Ende des 10 km langen Kitsumkalum Lake und verlässt diesen wieder an dessen südlichem Ende. Nach weiteren 36 km mündet der Kitsumkalum River schließlich am Westrand von Terrace in den Skeena River. Unterhalb dem Kitsumkalum Lake folgt der British Columbia Highway 113 dem Fluss bis nach Terrace.
Das Einzugsgebiet des Kitsumkalum River umfasst etwa 2200 km². Der mittlere Abfluss 10 km oberhalb der Mündung beträgt 124 m³/s. Die Monate Juni und Juli sind die abflussreichsten.